# Colomby
Colomby település Franciaországban, Manche megyében. Lakosainak száma 566 fő (2022. január 1.). Colomby Flottemanville, Biniville, Golleville, Hautteville-Bocage, Lieusaint, Magneville, Morville és Urville községekkel határos.

## Népesség
A település népességének változása:
| Lakosok száma | 417  | 371  | 431  | 466  | 510  | 519  | 537  | 550  | 554  | 566  |
|               | 1968 | 1982 | 1990 | 2006 | 2013 | 2015 | 2017 | 2019 | 2020 | 2022 |